# Jur Hronec
Jur Hronec (Gočovo, 17 maggio 1881 – Bratislava, 1º dicembre 1959) è stato un matematico e pedagogista slovacco; fu rettore dell'Università tecnica slovacca di Bratislava e presidente della Matica slovenská.

## Biografia
Nacque nella modesta famiglia di Ondrej Hronec e da sua moglie Zuzana, nata Pribéková, in un ambiente rurale. Dopo aver conseguito la maturità al ginnasio di Rožňava, studiò matematica e fisica all'università di Cluj, ove fu accolto dal professor Ludwig Schlesinger, che aveva origini slovacche. 
Dopo aver brillantemente completato gli studi universitari, fu insegnante al liceo evangelico di Kežmarok dal 1906 al 1922 con alcune interruzioni, che coincidono con periodi di studio all'estero: infatti fra il 1908 e il 1914 fu a Gottinga, a Gießen, a Berlino, in Svizzera e a Parigi, e fra il 1922 e il 1923 fu a Praga e ancora a Gottinga e a Giessen. Discusse la tesi di dottorato nel campo delle equazioni differenziali nel 1912 a Giessen, avendo come relatore Ludwig Schlesinger. 
Jur Hronec conseguì l'abilitazione alla docenza all'Università Carolina di Praga nel 1923. Dal 1924 al 1939 fu professore di matematica all'Alta scuola tecnica ceca di Brno. L'attività pedagogica a Brno determinò il suo indirizzo scientifico. Conoscendo l'importanza della matematica nelle scienze naturali e tecniche, applicò la sua ricerca a problemi tecnici. Il suo lavoro comprende tre aree di attività: scientifica, pedagogica e pubblica. Concentrò la sua attività scientifica principalmente sulle equazioni differenziali. Studiò i problemi della teoria di Fuchs sulle equazioni differenziali lineari e li generalizzò.

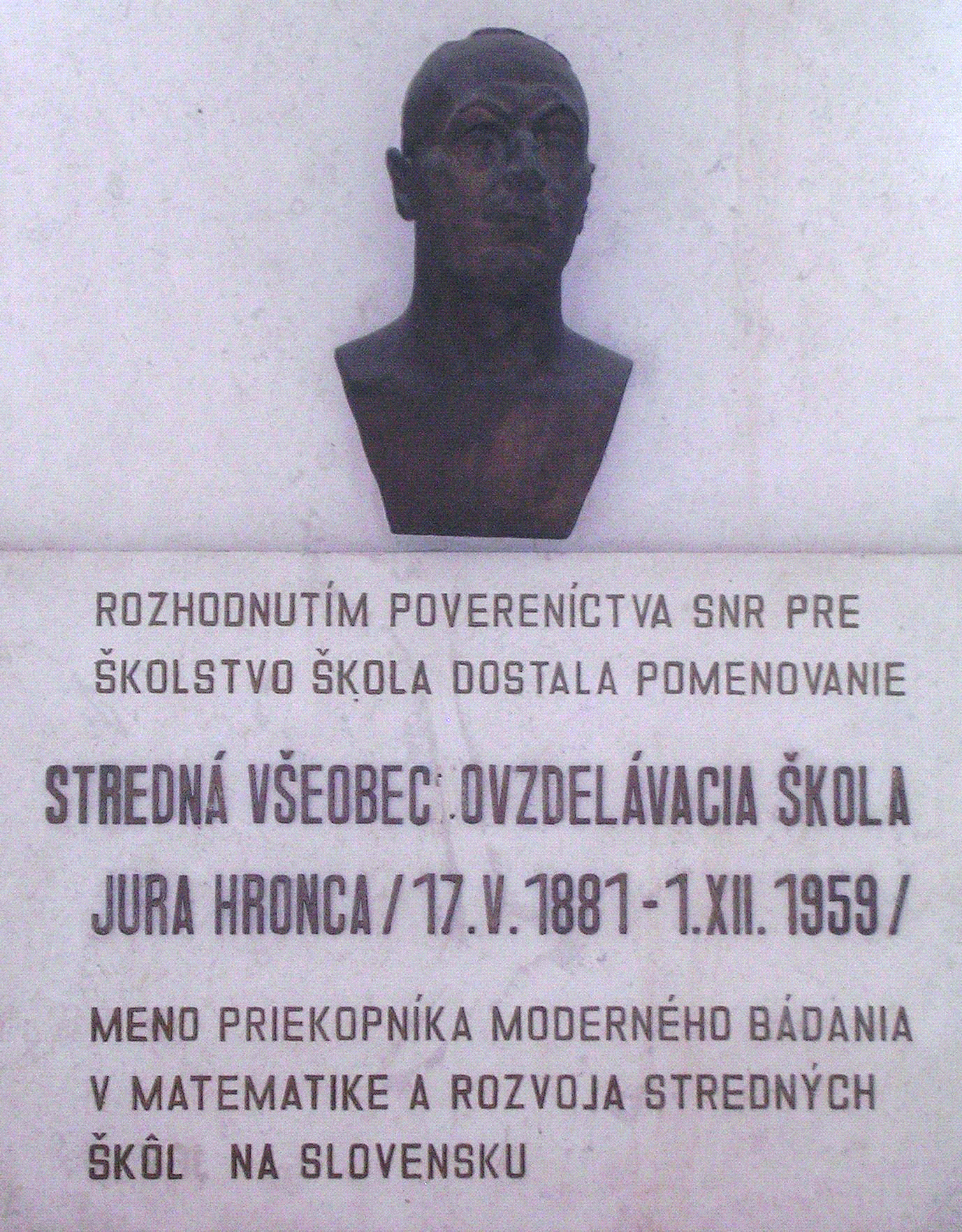
Busto di Jur Hronec nell'atrio del ginnasio che porta il suo nome, a Bratislava.

Fu autore di numerosi lavori scientifici, pubblicazioni e libri di testo universitari, i più importanti dei quali sono:
- Algebraické rovnice a ich použitie na analytickú geometriu ("Equazioni algebriche e loro applicazione alla geometria analitica", 1923, 1949),
- Lineárne diferenciálne rovnice obyčajné ("Equazioni differenziali lineari ordinarie", 1938),
- Diferenciálny a integrálny počet I, II (Calcolo differenziale e integrale I, II", 1941, 1957) - il primo libro di testo universitario di matematica in slovacco,
- Diferenciálne rovnice I, II ("Equazioni differenziali I, II", 1956-1958)
- e molti articoli scientifici pubblicati su riviste.

Tenne conferenze in numerosi convegni e simposi nazionali e internazionali. Durante tutto il suo lavoro scientifico e pedagogico, fu in contatto con matematici all'estero e collaborò attivamente con matematici cechi. L'importanza della personalità dell'insegnante è stata sottolineata da Jur Hronec nelle sue opere pedagogiche:
- Matematika ako prostriedok výchovy ("La matematica come mezzo di educazione") (Cluj, 1906),
- Vyučovanie a vyučovacia osobnosť ("Insegnamento e personalità dell'insegnamento", 1923),
- Učiteľova osobnosť ("Personalità dell'insegnante", 1926).

Jur Hronec offrì un contributo significativo alla fondazione e allo sviluppo di università scientifiche in Slovacchia. Nella primavera del 1936, fu il promotore dell'"Azione per la costruzione delle università slovacche", di cui fu eletto presidente alla riunione inaugurale. Questa attività ebbe successo: nel giugno del 1937, l'Assemblea nazionale approvò una legge per la fondazione dell'Università tecnica di Košice e il 4 agosto 1938, Jur Hronec ne divenne il primo rettore. Quando Košice fu annessa all'Ungheria in seguito al Primo arbitrato di Vienna, l'università si trasferì prima a Prešov, poi a Martin e infine a Bratislava. Nel 1940, partecipò alla fondazione della facoltà di scienze dell'Università Slovacca e dell'Università di Economia di Bratislava. Nel 1946 fu presidente della commissione per l'istituzione dell'Università di Agricoltura e Silvicoltura di Košice e nello stesso anno pose le basi della facoltà di pedagogia di Bratislava, di cui fu preside dal 1946 al 1948.
Profuse molto impegno per il dipartimento di matematica della facoltà di scienze dell'Università Comenio di Bratislava, di cui fu a capo per molti anni. Nel 1953 fu nominato membro dell'Accademia slovacca delle scienze. Fra il 1945 e il 1954 fu presidente della Matica slovenská, nel 1946 divenne presidente del Museo slovacco di Bratislava. Prestò molta attenzione ai giovani delle scuole superiori. Su sua iniziativa e con la collaborazione di numerosi matematici, in Slovacchia furono organizzati concorsi di matematica per studenti delle scuole superiori, dal 1951 sono confluiti nelle Olimpiadi di matematica. Jur Hronec ebbe frequenti rapporti con le unioni matematiche e fisiche mondiali. Fu il primo matematico slovacco a corrispondere all'Unione dei matematici cechi, di cui nel 1921 divenne membro. Ha gettato le basi dell'Unione dei matematici della Slovacchia.
Morì il 1º dicembre 1959 a Bratislava e fu sepolto nel paese natale.

## Riconoscimenti
- Laurea honoris causa dell'Università Comenio di Bratislava, 1948;
- Membro onorario dell'Unione cecoslovacca dei matematici e dei fisici, 1959;
- Medaglia Komenský alla memoria, 1962;
- Camera di cimeli nel villaggio natale di Gočovo, 1971;
- Bassorilievo nel padiglione di matematica della facoltà di matematica e fisica dell'Università Comenio di Bratislava, 1981;
- Intitolazione di un ginnasio di Bratislava e di una scuola elementare di Rožňava.